# Flora de Pablo
Flora de Pablo Dávila (Salamanca, 25 de febrero de 1952) es una doctora en medicina española, especialista en biología celular y molecular.

## Biografía
En 1975 se licenció en Medicina y se diplomó en Psicología por la Universidad de Salamanca, entre 1976 y 1979 fue médica interna residente (MIR) y becaria predoctoral del Departamento de Patología General, Sección de Endocrinología, del Hospital Clínico, de la Universidad de Salamanca, donde se doctoró en Medicina Interna y Endocrinología. Trabajó durante 10 años en Estados Unidos, primero como becaria postdoctoral (1980-1982) y luego como investigadora (1984-1991 y 1995-1996) en los National Institutes of Health(Bethesda) y en el Instituto de Tecnología de California (Caltech, Pasadena). En el período 1982-1984 fue Facultativo Adjunto, del Servicio de Endocrinología del Hospital de la Santa Cruz y San Pablo de Barcelona, al que continuó vinculada con la supervisión de proyectos de investigación hasta 1989.
En el año 1991 regresó a España como Investigadora Científica del Centro de Investigaciones Biológicas (CIB) del Consejo Superior de Investigaciones Científicas (CSIC) en Madrid. Entre 2007 y 2008 fue directora general del Instituto de Salud Carlos III. En la actualidad, es Profesora de Investigación del (CSIC) en el Departamento de Biomedicina Molecular del CIB.
En 2001 fue una de las fundadoras de la Asociación de Mujeres Investigadoras y Tecnólogas de la que fue su primera presidenta (2001-2007). A menudo ha manifestado su preocupación por la falta de reconocimiento del trabajo de las mujeres en los ámbitos científicos y tecnológicos, así como su poca presencia en los puestos relevantes y en la toma de decisiones, y así lo ha hecho público en la prensa y en diversos artículos de divulgación.

## Investigación
En 1991 creó el grupo de investigación Factores de Crecimiento en el Desarrollo de Vertebrados, que en 2007 pasó a llamarse Laboratorio 3D: desarrollo, diferenciación, degeneración. Su investigación ha estado siempre relacionada con la biología celular y molecular, el desarrollo embrionario, insulina y factores de crecimiento, así como con neurogénesis. En el grupo que dirige se ha estudiado especialmente el papel de la Proinsulina/insulina en el desarrollo del sistema nervioso central, abordando los problemas biológicos básicos en sistemas modelo del desarrollo, con el objetivo de entender los mecanismos que subyacen a la formación de varios tejidos. Utilizando diversos vertebrados (pollo, ratón) y células pluripotentes, estudian los mecanismos fisiológicos de regulación de la proliferación, la diferenciación, la competición y la muerte celulares, así como su desregulación en situaciones patológicas. En particular, han planteado la posible traslación biomédica de sus observaciones en modelos de degeneración del sistema nervioso, incluyendo degeneraciones retinianas y, más recientemente, la enfermedad de Alzheimer.
Flora de Pablo, juntamente con miembros del grupo que lidera, fundó la empresa de base tecnológica Proretina Therapeutics constituida en Madrid en julio de 2007, spin-off del CIB, en colaboración con las Universidades de Barcelona y Alcalá de Henares, que inició el desarrollo de una posible terapia aplicable en clínica aunque la falta de inversores llevó al cierre de la empresa en 2018.

## Premios y reconocimientos
- 2001: VIII Premio de Divulgación Feminista Carmen de Burgos, por el artículo Mujer y Ciencia desde la Europa del Sur[12] otorgado por la Asociación de Estudios Históricos sobre la Mujer y la Universidad de Málaga.
- 2003: Académica Correspondiente de la Real Academia Nacional de Farmacia
- 2006-2007: Coordinadora de Programas de la Fundación Alicia Koplowitz.
- 2007-2009: SET-Routes University Ambassador[13] (Programa EU coordinado por el European Molecular Biology Laboratory (EMBL).
- 2010 y 2013: Elegida entre Las 100 Top Mujeres Líderes en España.[14]
- 2013: Premiada en la XIV Edición de los Premios Ana Tutor.[15]

## Publicaciones
Es coautora de más de 140 artículos de investigación publicados en revistas de reconocido prestigio siendo los más relevantes:
- Insulin is present in chicken eggs and early chick embryos.[17][18]
- Receptor genes for insulin and insulin- like growth factor I are differentially expressed in Xenopus oocyte and embryos[19]
- The developing CNS: a scenario for the action of proinsulin, insulin and insulin-like growth factors[20]
- Upstream AUGs in embryonic proinsulin mRNA control its low translation level[21]
- Modulation of the PI3Kinase/Akt signalling pathway by IGF-I and PTEN regulates the differentiation of neural stem/precursor cells[22]
- The prohormone proinsulin as a neuroprotective factor: past history and future prospects[23]